# 李望淮
李望淮（1916年—1991年），男，陕西神木人，中华人民共和国政治人物，曾任中直机关工委副书记，中华全国总工会书记处书记。